# Club Infantil i Juvenil de Bellvitge
Club Infantil i Juvenil de Bellvitge és una entitat sense ànim de lucre creada al barri de Bellvitge (Hospitalet de Llobregat) amb la finalitat de potenciar l'associacionisme, l'educació i el lleure. El 1995 va rebre la Creu de Sant Jordi.
Actualment s'anomena Club d'Esplai Bellvitge.